# Apeiroedru regulat
În geometrie un apeiroedru regulat este un poliedru cu un număr infinit de fețe (apeiroedru), cu fie fețe regulate strâmbe, fie cu figuri ale vârfului strâmbe regulate.

## Istoric
Conform lui Coxeter, în 1926 John Flinders Petrie a generalizat conceptul de poligoane strâmbe regulate (poligoane necoplanare) la „poliedre strâmbe” (apeiroedre) în spațiul cvadridimensional, respectiv apeiroedre regulate în spațiul tridimensional (descrise mai jos).
Coxeter a identificat 3 forme, cu fețe plane și figuri ale vârfului strâmbe, două sunt complementare una față de cealaltă. Acestea sunt notate cu un simbol Schläfli modificat {l,m|n}, unde {l,m} este figura vârfului (un apeirogon în zigzag care șerpuiește în zigzag între două plane) cu fețe l-gonale, m fețe în jurul fiecărui vârf, și cu goluri identificate ca fețe n-gonale care lipsesc.
Apeiroedrele regulate, reprezentate prin {l,m|n}, au ecuația:
{\displaystyle 2\sin {\frac {\pi }{l}}\cdot \sin {\frac {\pi }{m}}=\cos {\frac {\pi }{n}}.}

## Apeiroedrele regulate din spațiul euclidian tridimensional
Cele trei soluții euclidiene în spațiul tridimensional sunt {4,6|4}, {6,4|4} și {6,6|3}. John Conway le-a numit mucub, muoctaedru și, respectiv, mutetraedru pentru cubul, octaedrul și tetraedrul multiplu.
1. Mucub: {4,6|4}: 6 pătrate la fiecare vârf (legat de fagurele cubic, format din celule cubice, prin înlăturarea a câte două fețe opuse din fiecare și aranjând câte un set de șase în jurul unui cub fără fețe.)
2. Muoctaedru: {6,4|4}: 6 hexagoane la fiecare vârf (legat de fagurele cubic bitrunchiat, format din celule octaedrice trunchiate, prin înlăturarea fețelor lor pătrate și lipind între ele golurile.)
3. Mutetraedru: {6,6|3}: 6 hexagoane la fiecare vârf (legat de fagurele cubic pe sfert, format din celule tetraedrice trunchiate, prin înlăturarea fețelor lor triunghiulare și aranjând câte un set de patru în jurul unui tetraedru fără fețe.)

Coxeter dă aceste apeiroedre regulate {2q,2r|p} cu simetrie chirală extinsă [[(p,q,p,r)]+] despre care spune că sunt izomorfe cu grupul abstract (2q,2r|2,p). Fagurele aferent are simetria extinsă [[(p,q,p,r)]].
| Grup Coxeter de simetrie | Apeiroedru {p,q\|l}  | Imagine  | Față {p} | Gol {l} | Figura vârfului | Legat de fagurele | Legat de fagurele |
| ------------------------ | -------------------- | -------- | -------- | ------- | --------------- | ----------------- | ----------------- |
| · [[4,3,4]] · [[4,3,4]+] | {4,6\|4} Mucub       | animație |          |         |                 | · t0,3{4,3,4}     |                   |
| · [[4,3,4]] · [[4,3,4]+] | {6,4\|4} Muoctaedru  | animație |          |         | · 2t{4,3,4}     |                   |                   |
| · [[3[4]]] · [[3[4]]+]   | {6,6\|3} Mutetraedru | animație |          |         |                 | · q{4,3,4}        |                   |

## Apeiroedre regulate în spațiul hiperbolic tridimensional
În 1967, C. W. L. Garner a identificat 31 de apeiroedre hiperbolice regulate având figurile vârfului poligoane strâmbe, găsite printr-o căutare similară cu cele 3 de mai sus din spațiul euclidian.
Acestea sunt 14 apeiroedre compacte și 17 paracompacte în spațiu hiperbolic, construite din simetriile subseturilor grafurilor liniare și ciclice ale grupului Coxeter ale [[(p,q,p,r)]]. Acestea definesc poliedrele nealiniate regulate {2q,2r|p} și dualele {2r,2q|p}. Pentru cazul particular al grupului grafurilor liniare r = 2, acestea formează grupul Coxeter [p,q,p]. El generează apeiroedre regulate {2q,4|p} și {4,2q|p}. Toate acestea sunt subseturi ale fețelor fagurilor uniformi în spațiul hiperbolic.
Apeiroedrul are aceeași figură a vârfului antiprismatică cu fagurele, dar sunt realizate doar fețele laturilor în zigzag ale figurii vârfului, în timp ce celelalte fețe produc „goluri”.
| Grup Coxeter  | Apeiroedru {p,q\|l} | Față {p} | Gol {l} | Fagure          | Figura vârfului |           | Apeiroedru {p,q\|l} | Față {p} | Gol {l}         | Fagure | Figura vârfului |
| ------------- | ------------------- | -------- | ------- | --------------- | --------------- | --------- | ------------------- | -------- | --------------- | ------ | --------------- |
| · [3,5,3]     | {10,4\|3}           |          |         | · 2t{3,5,3}     |                 | {4,10\|3} |                     |          | · t0,3{3,5,3}   |        |                 |
| · [5,3,5]     | {6,4\|5}            |          |         | · 2t{5,3,5}     |                 | {4,6\|5}  |                     |          | · t0,3{5,3,5}   |        |                 |
| · [(4,3,3,3)] | {8,6\|3}            |          |         | · ct{(4,3,3,3)} |                 | {6,8\|3}  |                     |          | · ct{(3,3,4,3)} |        |                 |
| · [(5,3,3,3)] | {10,6\|3}           |          |         | · ct{(5,3,3,3)} |                 | {6,10\|3} |                     |          | · ct{(3,3,5,3)} |        |                 |
| · [(4,3,4,3)] | {8,8\|3}            |          |         | · ct{(4,3,4,3)} |                 | {6,6\|4}  |                     |          | · ct{(3,4,3,4)} |        |                 |
| · [(5,3,4,3)] | {8,10\|3}           |          |         | · ct{(4,3,5,3)} |                 | {10,8\|3} |                     |          | · ct{(5,3,4,3)} |        |                 |
| · [(5,3,5,3)] | {10,10\|3}          |          |         | · ct{(5,3,5,3)} |                 | {6,6\|5}  |                     |          | · ct{(3,5,3,5)} |        |                 |

| Grup Coxeter  | Apeiroedru {p,q\|l} | Față {p} | Gol {l} | Fagure          | Figura vârfului |            | Apeiroedru {p,q\|l} | Față {p} | Gol {l}         | Fagure | Figura vârfului |
| ------------- | ------------------- | -------- | ------- | --------------- | --------------- | ---------- | ------------------- | -------- | --------------- | ------ | --------------- |
| · [4,4,4]     | {8,4\|4}            |          |         | · 2t{4,4,4}     |                 | {4,8\|4}   |                     |          | · t0,3{4,4,4}   |        |                 |
| · [3,6,3]     | {12,4\|3}           |          |         | · 2t{3,6,3}     |                 | {4,12\|3}  |                     |          | · t0,3{3,6,3}   |        |                 |
| · [6,3,6]     | {6,4\|6}            |          |         | · 2t{6,3,6}     |                 | {4,6\|6}   |                     |          | · t0,3{6,3,6}   |        |                 |
| · [(4,4,4,3)] | {8,6\|4}            |          |         | · ct{(4,4,3,4)} |                 | {6,8\|4}   |                     |          | · ct{(3,4,4,4)} |        |                 |
| · [(4,4,4,4)] | {8,8\|4}            |          |         | · q{4,4,4}      |                 |            |                     |          |                 |        |                 |
| · [(6,3,3,3)] | {12,6\|3}           |          |         | · ct{(6,3,3,3)} |                 | {6,12\|3}  |                     |          | · ct{(3,3,6,3)} |        |                 |
| · [(6,3,4,3)] | {12,8\|3}           |          |         | · ct{(6,3,4,3)} |                 | {8,12\|3}  |                     |          | · ct{(4,3,6,3)} |        |                 |
| · [(6,3,5,3)] | {12,10\|3}          |          |         | · ct{(6,3,5,3)} |                 | {10,12\|3} |                     |          | · ct{(5,3,6,3)} |        |                 |
| · [(6,3,6,3)] | {12,12\|3}          |          |         | · ct{(6,3,6,3)} |                 | {6,6\|6}   |                     |          | · ct{(3,6,3,6)} |        |                 |